# Kościół Świętej Trójcy w Krakowie (ul. Stolarska)
Kościół Świętej Trójcy – zabytkowy kościół rzymskokatolicki znajdujący się w Krakowie, w dzielnicy I Stare Miasto przy ulicy Stolarskiej 12, na Starym Mieście, połączony z konwentem dominikanów. Podwójne sanktuarium: Matki Bożej Różańcowej i Świętego Jacka Odrowąża.

## Historia

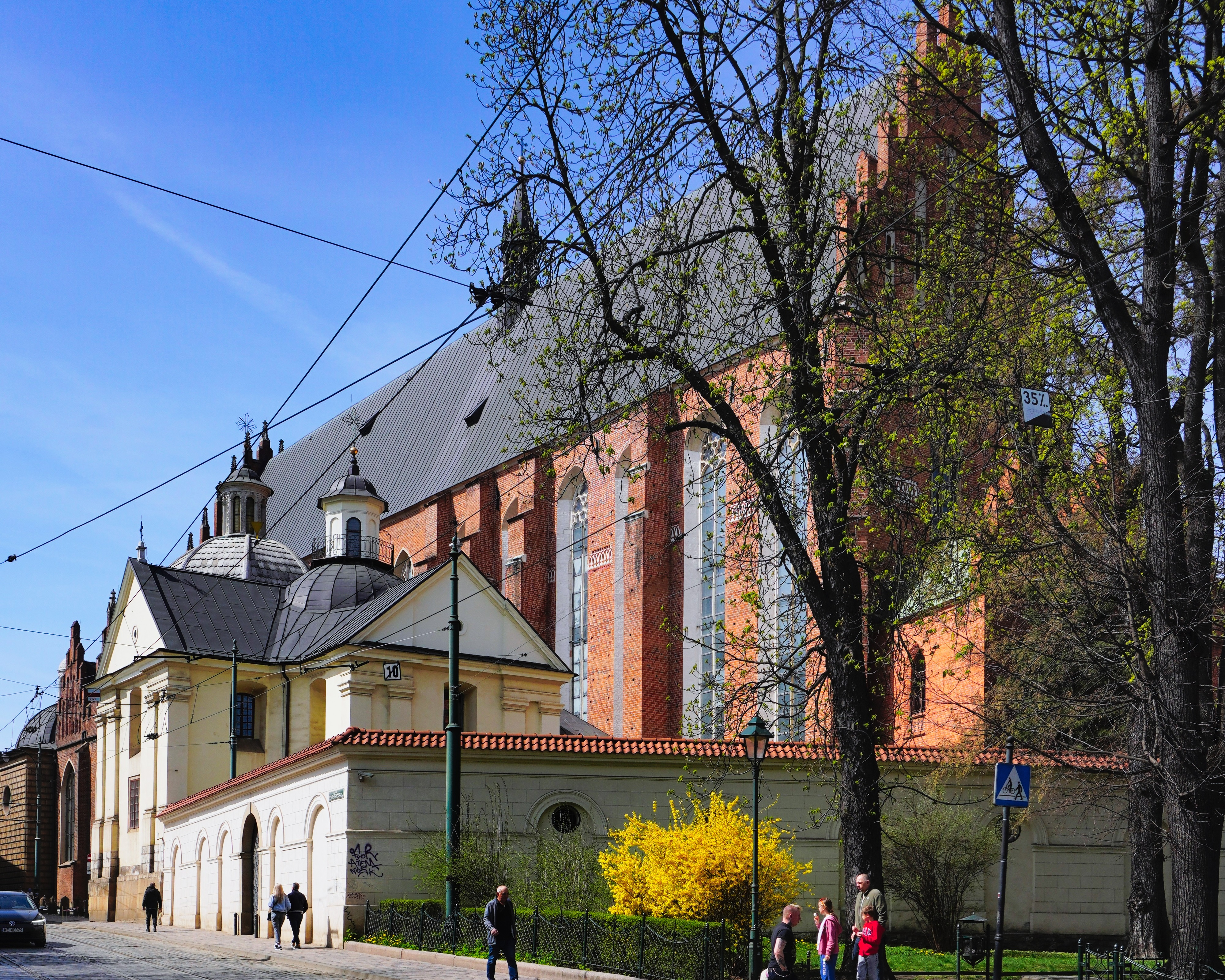
Kościół Świętej Trójcy, widok od strony Plant

Dominikanie, ze św. Jackiem na czele, przybyli do Krakowa z Bolonii w 1222 roku. Sprowadził ich krakowski biskup Iwo Odrowąż, który oddał dominikanom częściowo drewniany, częściowo murowany kościół parafialny Św. Trójcy, przenosząc parafię do nowego kościoła Mariackiego. 12 marca 1223 roku kościół został konsekrowany.
Nowy, gotycki kościół oraz klasztor dominikanie zaczęli wznosić po najeździe Mongołów w 1241 roku. Pierwotnie była to trójnawowa hala, którą następnie, na przełomie XIV i XV wieku, przebudowano na kościół bazylikowy. Do połowy XIX w. jednym z charakterystycznych elementów wyglądu zewnętrznego świątyni była murowana wieża-dzwonnica, stojąca wolno przed fasadą kościoła u wylotu ul. Stolarskiej. Po pożarze miasta w 1850 roku z kościelnej dzwonnicy pozostały jedynie przepalone mury, które zostały rozebrane podczas prac przy odbudowie kościoła. W 1876 roku w miejsce wieży dostawiono do fasady świątyni neogotycką kruchtę. Osłaniała ona gotycki, XIV-wieczny portal głównego wejścia, który został odnowiony w 1893 roku M.in. wymieniono wówczas szereg zniszczonych fragmentów kamiennych.
Kres świetności kościoła położył straszliwy pożar Krakowa w 1850 roku. Wypaliło się całe wnętrze z wyjątkiem niektórych kaplic, runęło sklepienie nawy. Natychmiast po pożarze przystąpiono do kompleksowej rekonstrukcji świątyni. Prace trwały w latach 1850-1884, a kierował nimi architekt Teofil Żebrawski. Przepalone mury były tak słabe, że musiano rozebrać część grożącej zawaleniem fasady. Po przystąpieniu do odbudowy okazało się, że i niższe partie ścian i filarów są zbyt uszkodzone, aby mogły udźwignąć ciężar nowego sklepienia. Podparto zatem prowizorycznie filary drewnianymi stemplami i ściśnięto metalowymi obręczami. W latach 1853–1854 tempo odbudowy było bardzo powolne, ale m.in. udało się sprowadzić nowe witraże autorstwa niemieckiego artysty Hübnera. W roku następnym prace budowlane podjęto na nowo, podpierając rysujące się mury i nakrywając je sklepieniem wspartym na filarach ceglanych, przekładanych jedynie kamieniem. Po usunięciu podpór spod łuków sklepienia nawy głównej, rano, 12 kwietnia 1855 roku część sklepienia i murów runęła, uszkadzając sąsiedni dom. Ta katastrofa budowlana poruszyła krakowską opinię publiczną. Krytykowano zwłaszcza politykę oszczędnościową przy doborze materiałów. W celu zapewnienia odpowiedniej kontroli powołano w roku 1856 specjalny komitet konserwatorski. Po zebraniu niezbędnych funduszy i uprzątnięciu gruzu, dopiero w 1858 roku przystąpiono do kładzenia nowych fundamentów pod filary. W trzy lata później przykryto dachem nawy boczne, a w roku 1863 – nawę główną. Podstawowe prace przy odbudowie zakończono w roku 1872. W ich wyniku wygląd świątyni uległ znacznym zmianom, co spotkało się z krytyką środowisk artystycznych. Szczególnie stanowczo wystąpił m.in. rzeźbiarz Edward Stehlik. Później z licznymi atakami spotkała się też działalność przeora o. Mariana Pavoniego, architekta-amatora, który dokonał aranżacji wnętrza i zewnętrza w duchu neogotyku. W tym czasie powstał obecny ołtarz główny, stalle oraz konfesjonały. Po odbudowie, w roku 1884, kościół konsekrowano.
Od 1957 roku kościół posiada godność bazyliki mniejszej.
19 października 2016 roku w bazylice odbyły się msza żałobna i pożegnanie z reżyserem filmowym Andrzejem Wajdą.

W styczniu 2018 roku rozpoczęła się kompleksowa renowacja wnętrza świątyni.

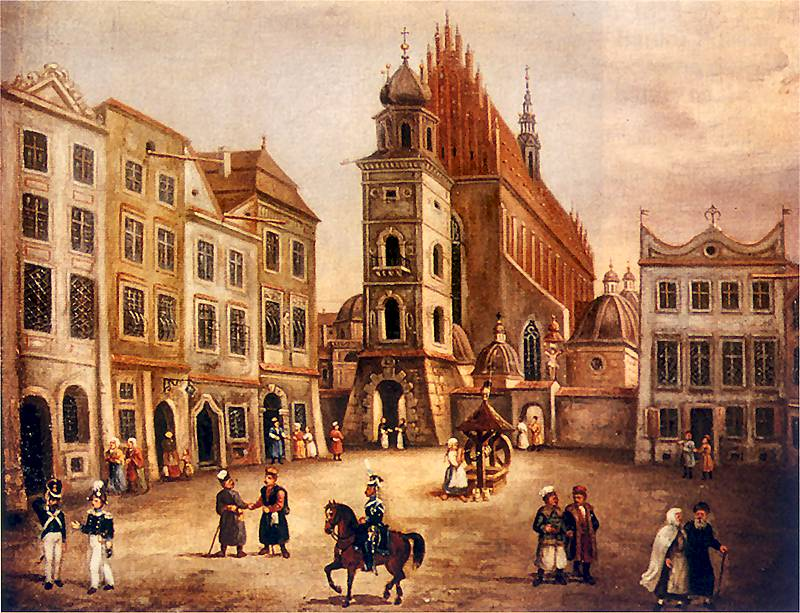
Kościół św. Trójcy (XVII–XIX wiek)
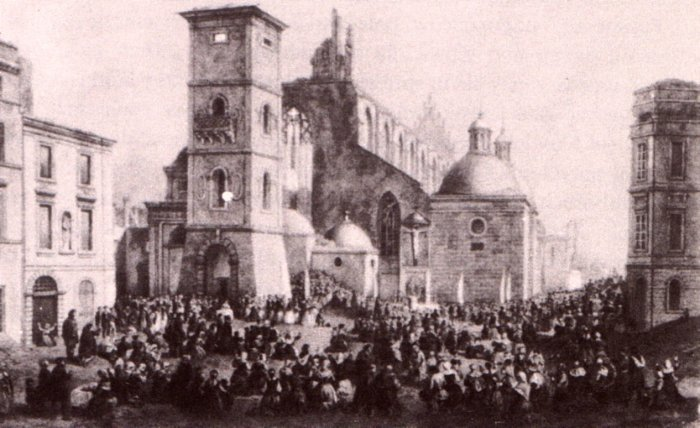
Nabożeństwo na gruzach kościoła po pożarze miasta w 1850 roku
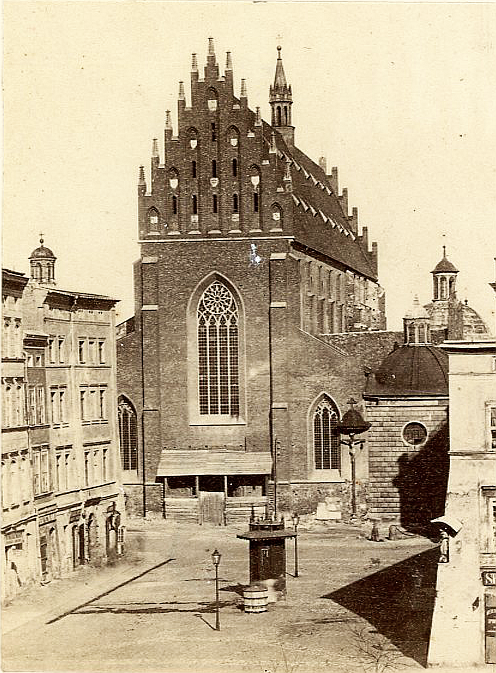
Kościół Dominikanów na fotografii z 1880 roku
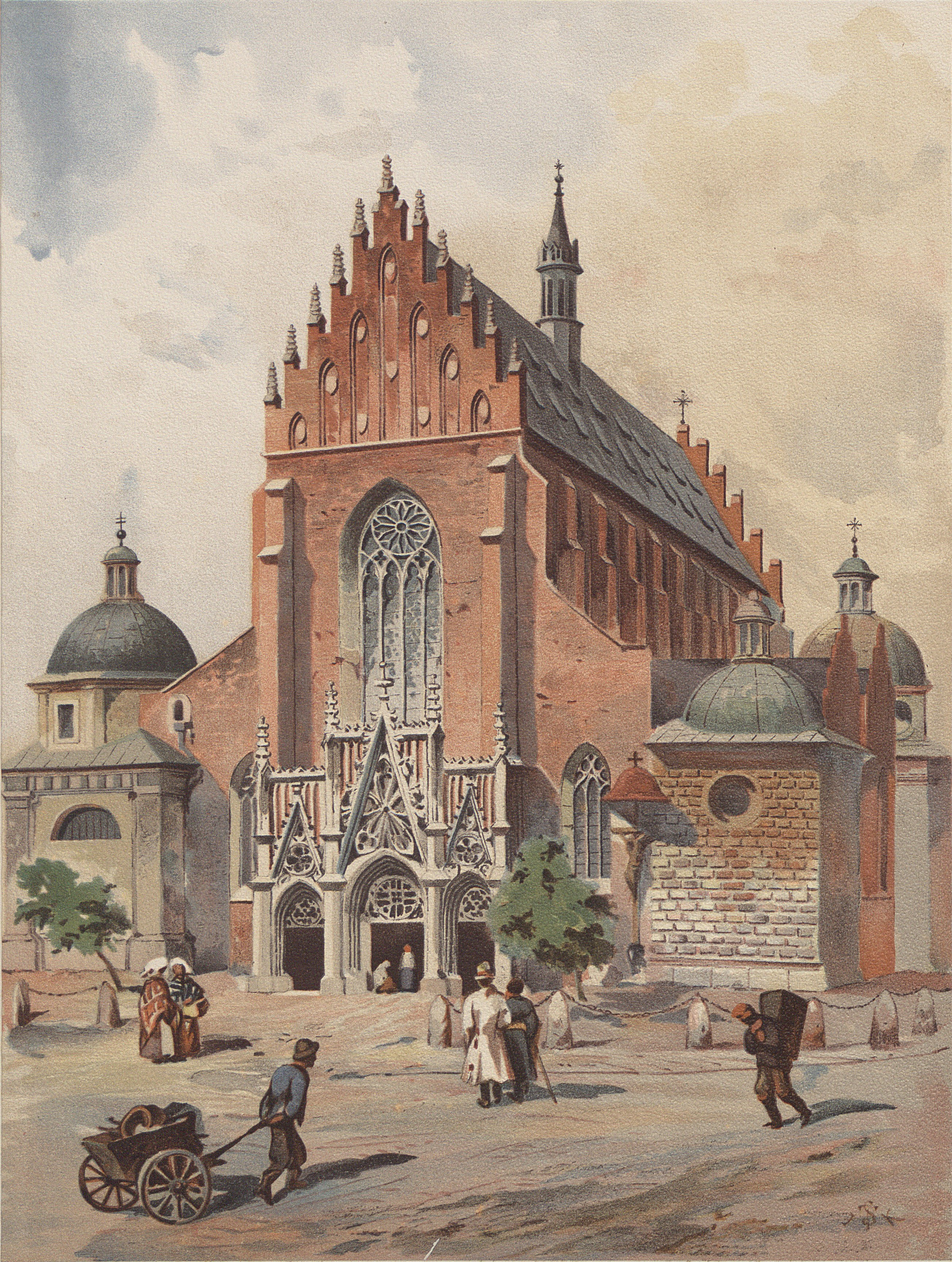
Kościół Dominikanów na akwareli z lat 1886–1887

## Wnętrze

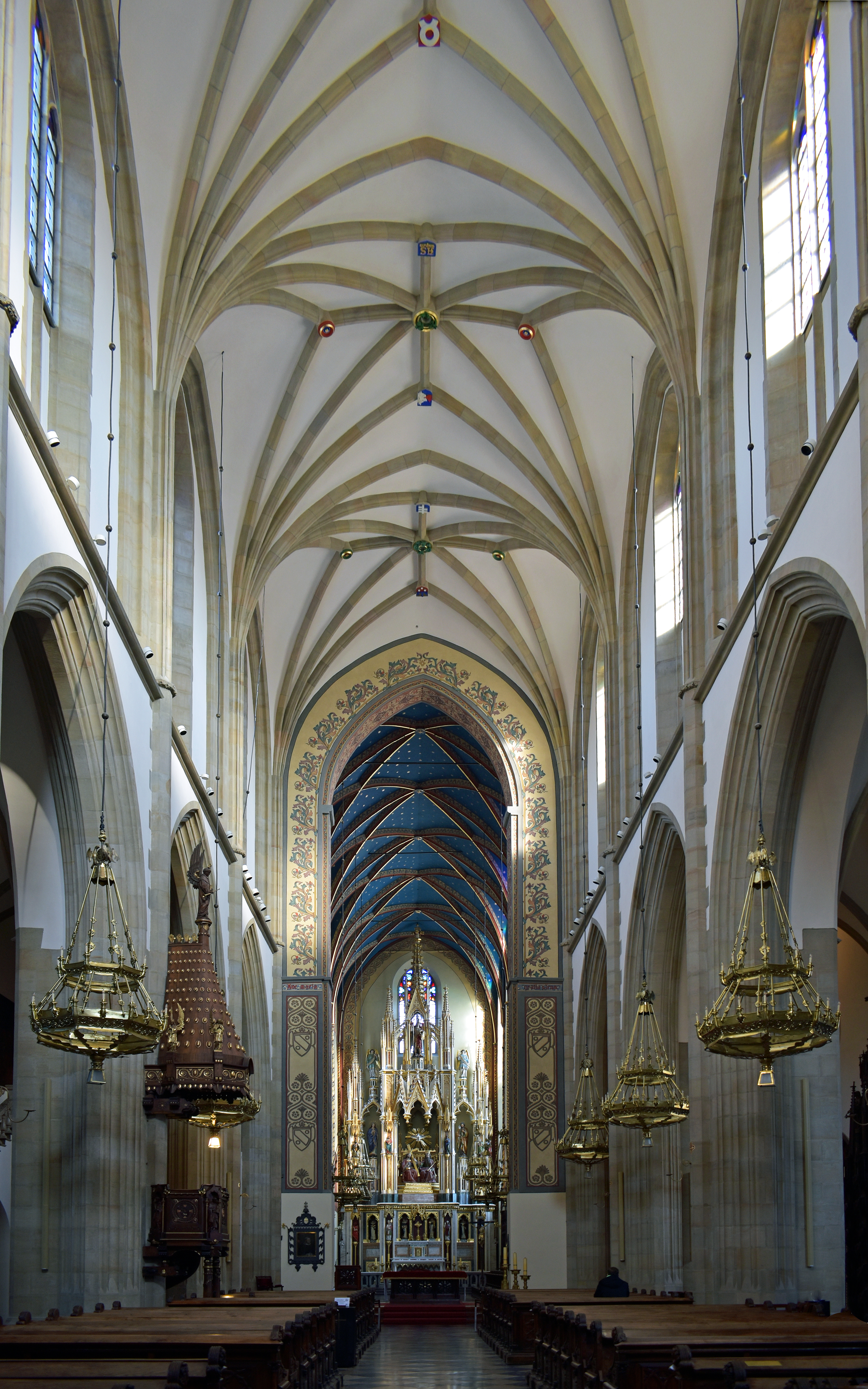
Nawa główna

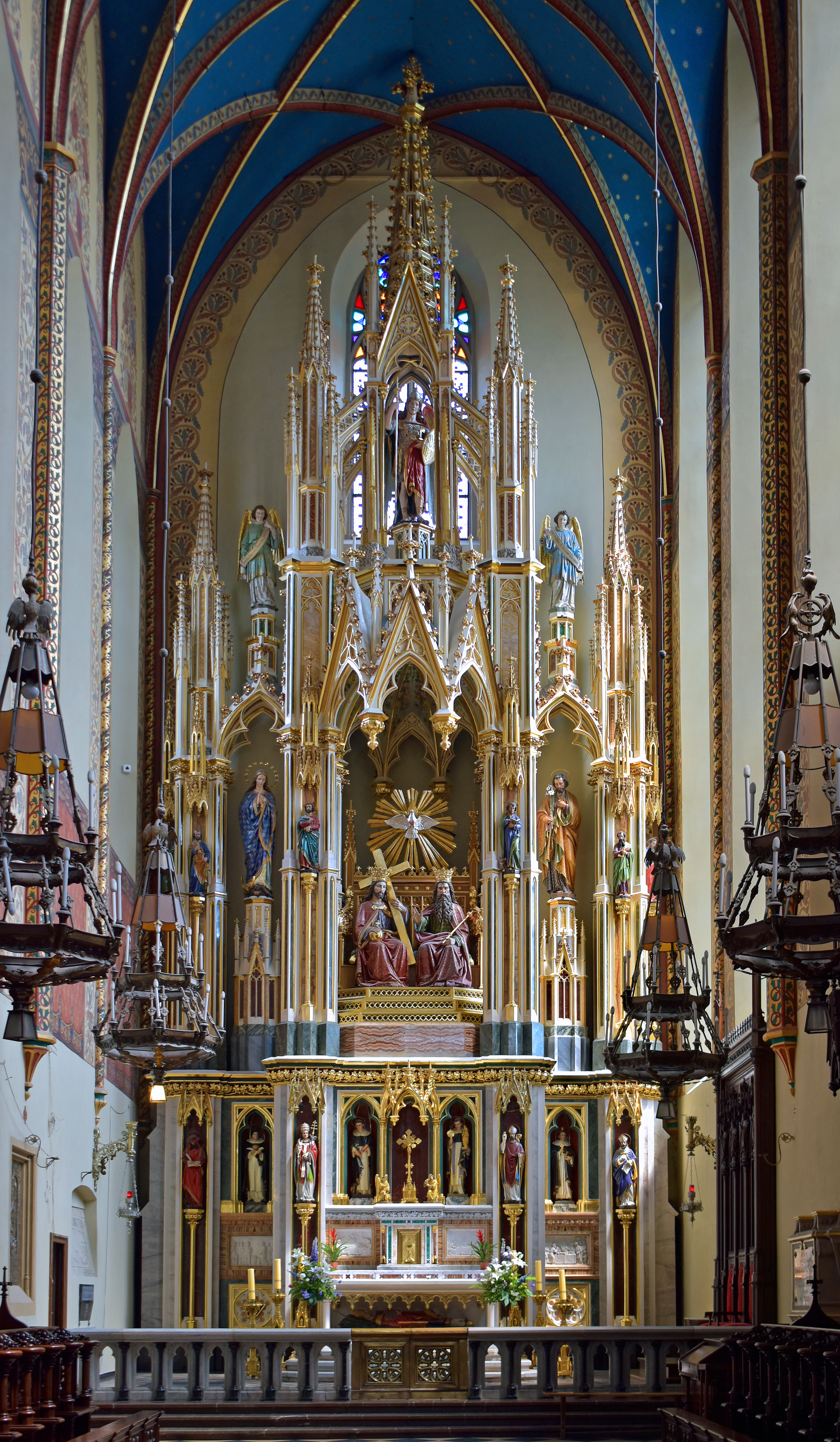
Ołtarz główny

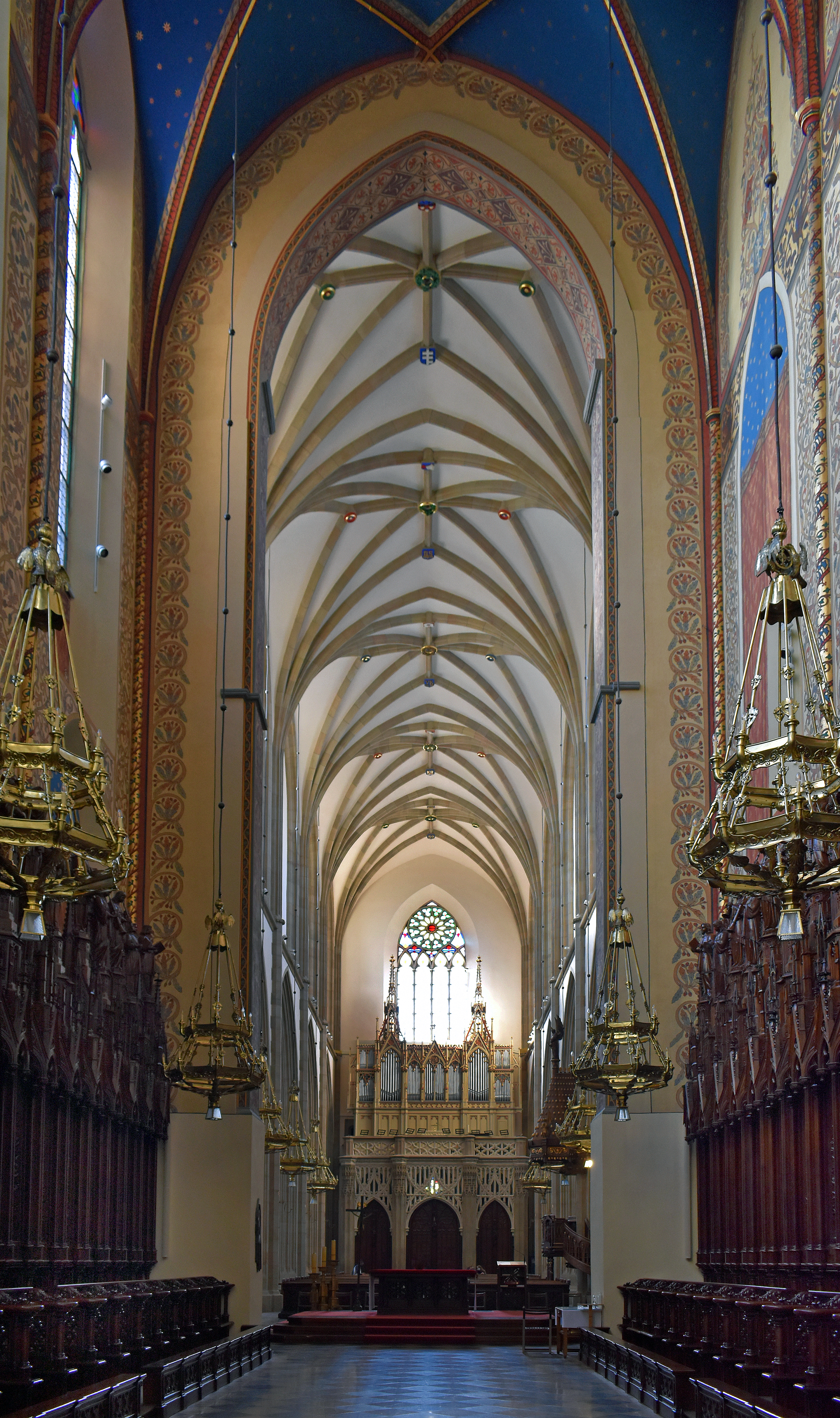
Chór muzyczny i organy

Dziś kościół św. Trójcy jest trójnawową gotycką świątynią ceglano-kamienną, wzniesioną w charakterystycznym dla Krakowa systemie filarowo-skarpowym, z wydłużonym prezbiterium zakończonym prostą ścianą.
W kościele, obok ołtarza głównego, pochowany jest książę  Leszek Czarny, zmarły w roku 1288. W prezbiterium kościoła znajduje się też brązowa płyta wybitnego humanisty Filipa Kallimacha, zmarłego w 1496 roku, a wykonana według projektu Wita Stwosza.
Organy wybudowała w 1890 roku firma Braci Rieger z Jägerndorfu jako opus 756. Instrument posiada 30 głosów, mechaniczną trakturę gry i pneumatyczną trakturę rejestrów. Jest cennym i interesującym przykładem romantycznego budownictwa organowego, zachowując przy tym do dziś swoją pierwotną koncepcję brzmieniową.

## Kaplice

### Nawa południowa (prawa)
- Kaplica św. Róży Limańskiej (Lubomirskich) – wzniesiona na początku XVII wieku na miejscu gotyckiej kaplicy grobowej Pileckich (wzniesionej pod koniec XIV wieku). Fundatorami byli Sebastian Lubomirski i jego żona Anna z Branickich; ich portrety znajdują się w tondach na ścianach tarczowych. Wnętrze kopuły wypełniają wyobrażenia śś. Sebastiana, Stanisława, Anny Samotrzeć oraz proroka Eliasza; w niszach znajdują się figury świętych (Dominik, Stanisław, Stanisław Kostka, Czesław, Kazimierz, Jacek, Florian i Wojciech). Kaplicę zamyka XVII wieczna krata.

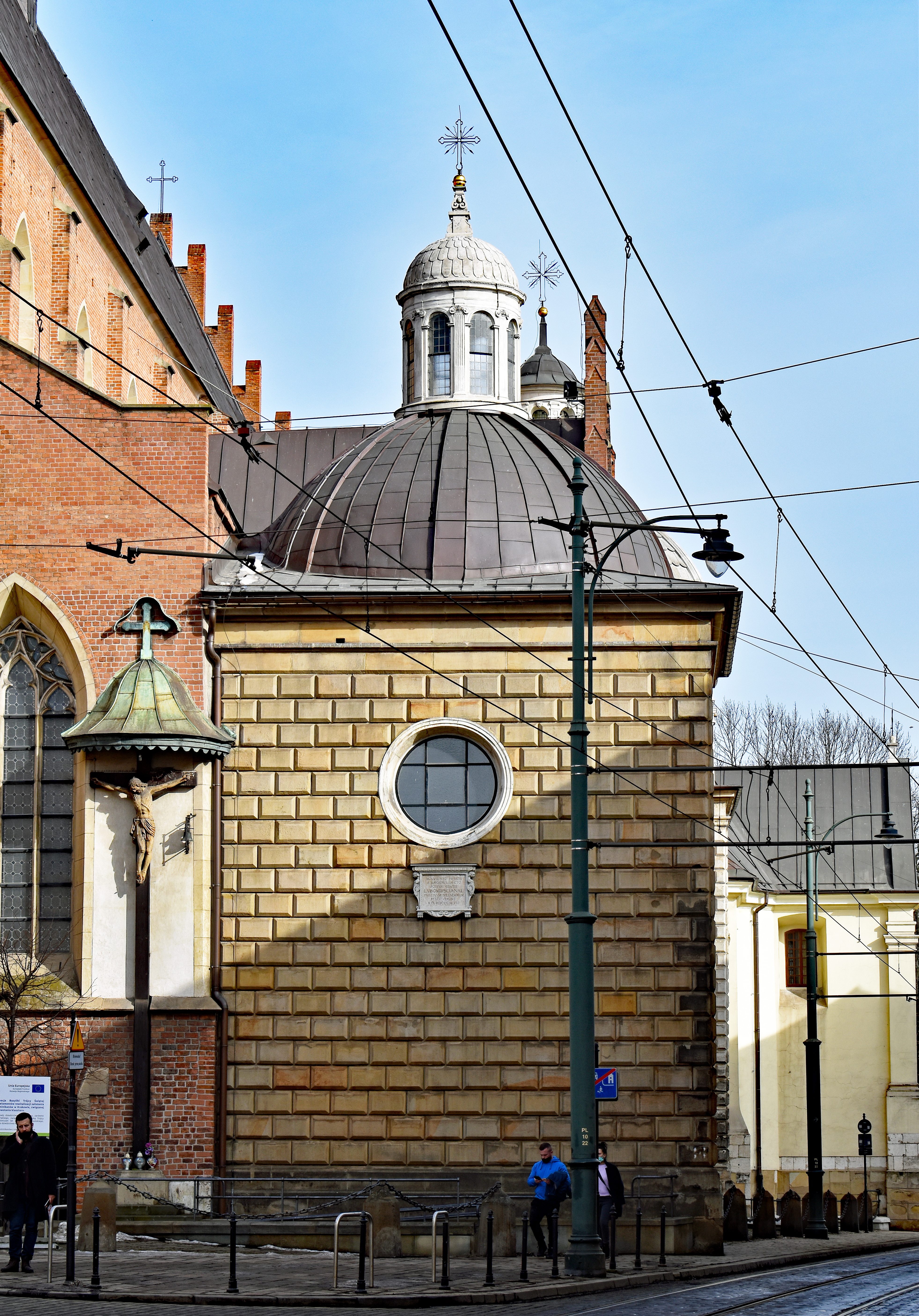
Kaplica św. Róży z Limy widziana z zewnątrz.
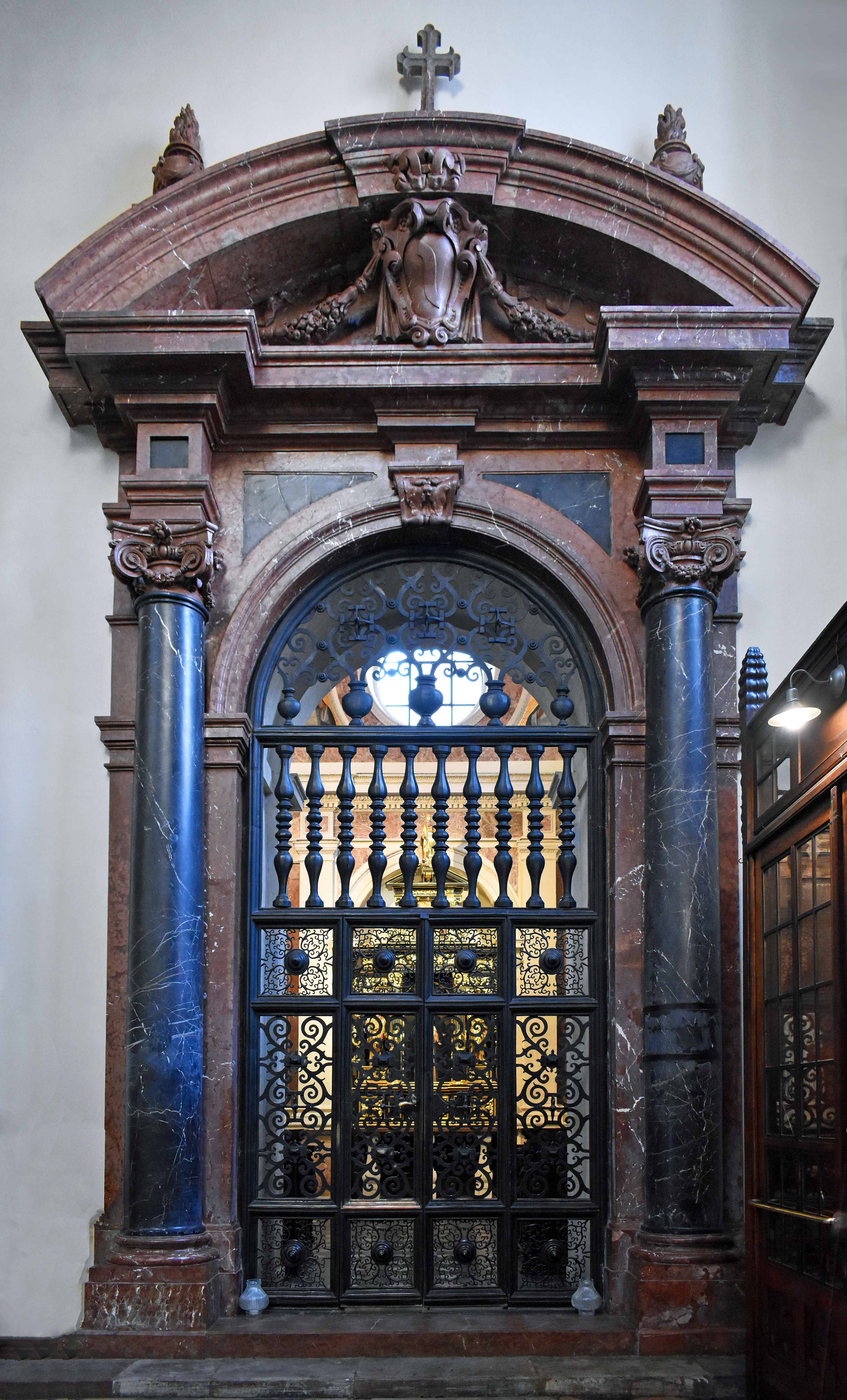
Wejście.
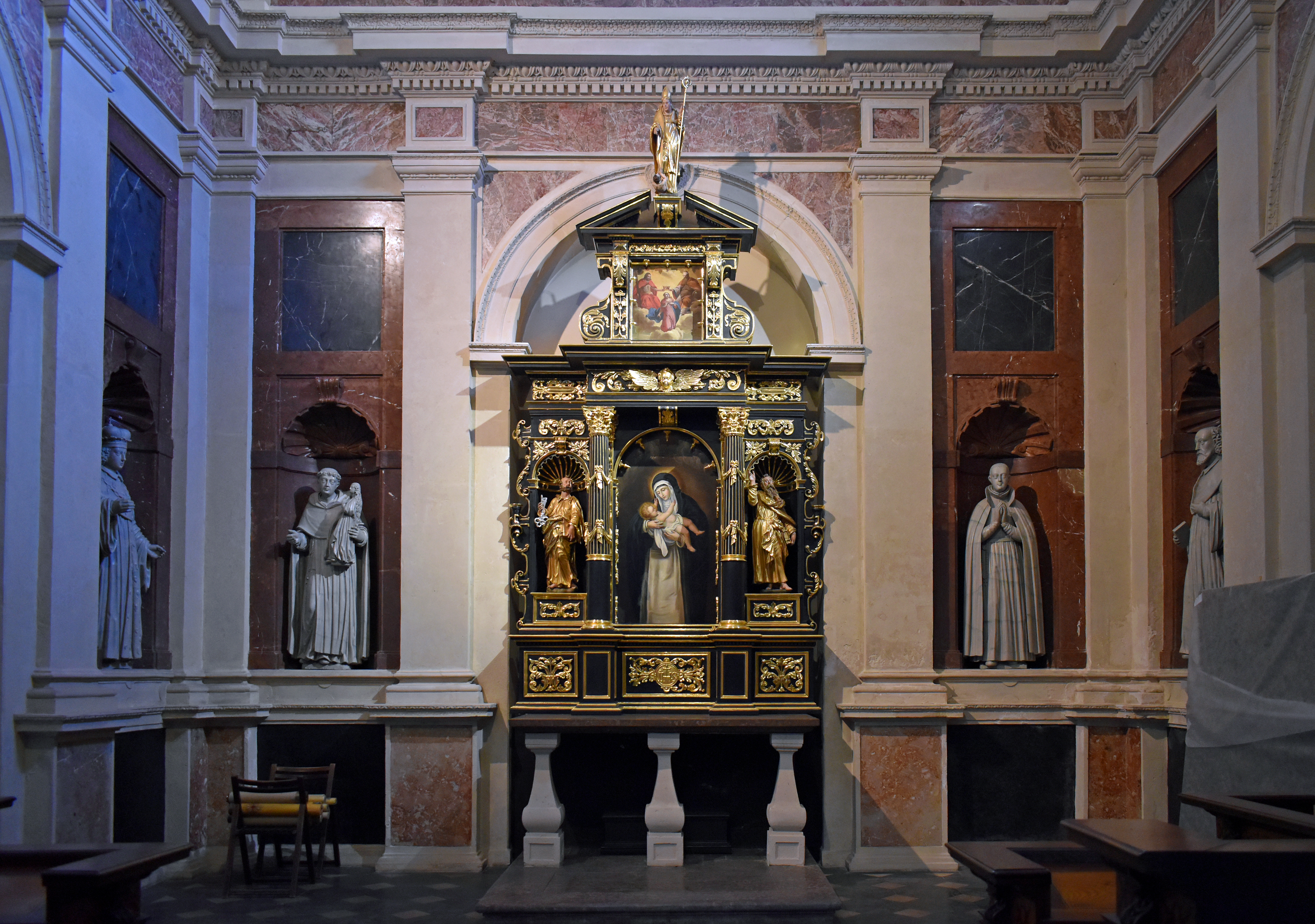
Wnętrze.

- Kaplica św. Tomasza – wzniesiona w XV wieku przez cech krawców. Nakryta jest sklepieniem sieciowym. Wyposażeniem jest zaprojektowany przez Mariana Pavoniego neogotycki ołtarz z posągami śś. Tomasza, Kazimierza, Stanisława Kostki, Antoniego i Alberta z obrazem Tomasza Dolabelli przedstawiający szkołę św. Tomasza z Akwinu oraz renesansowy nagrobek starosty krasnostawskiego Mikołaja Bogusza.

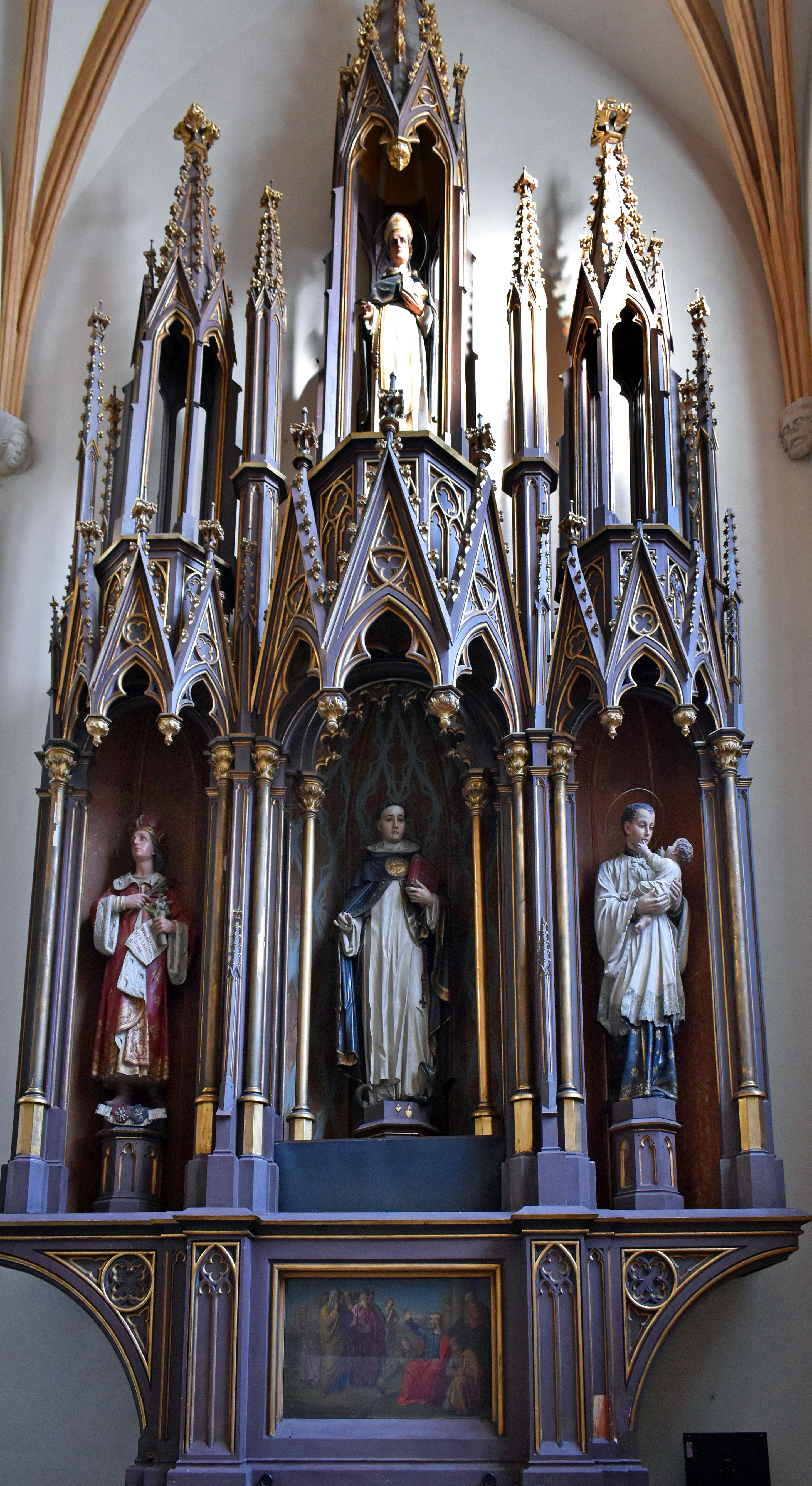
Kaplica św. Tomasza-ołtarz z obrazem Dolabelli.
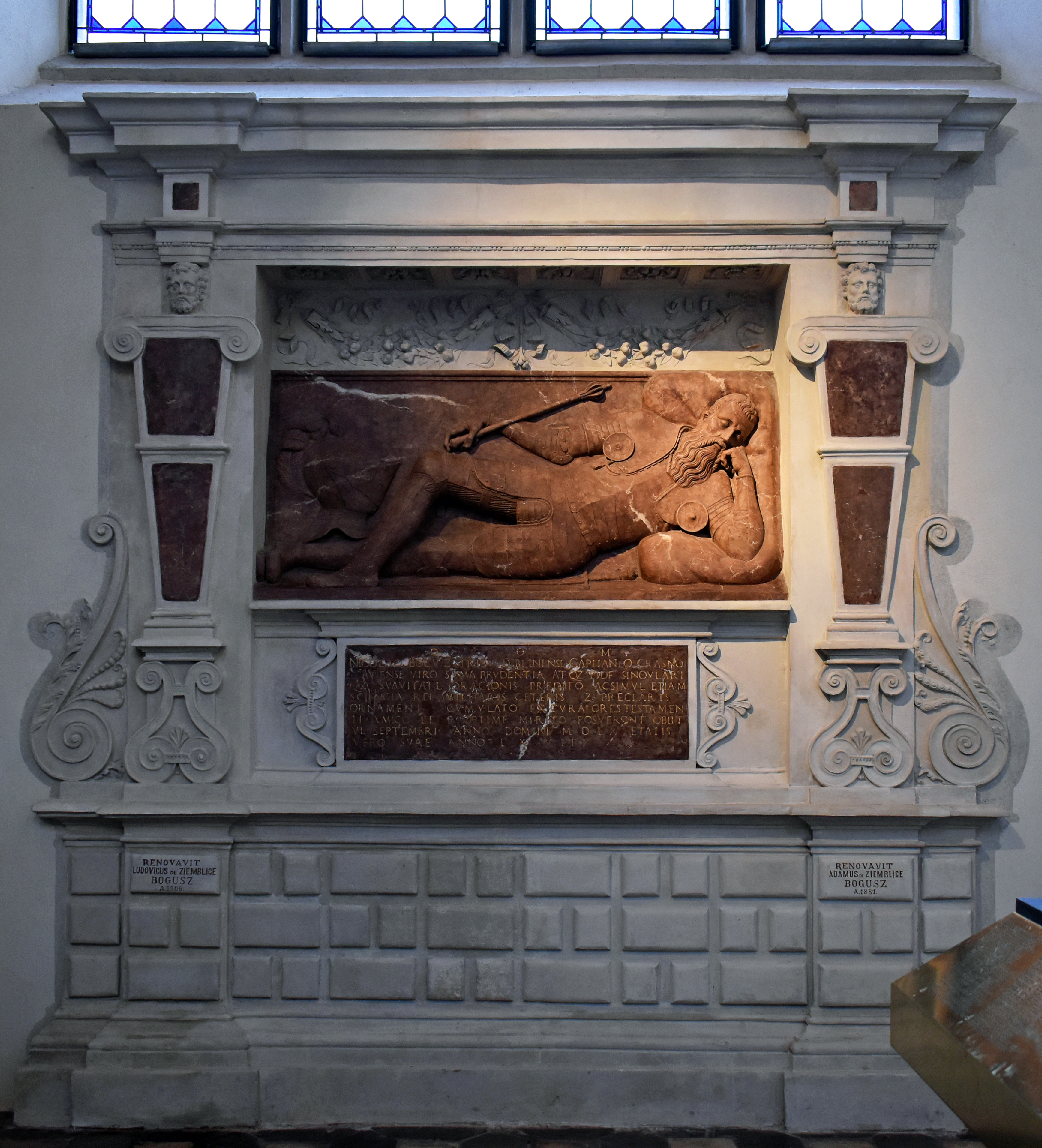
Kaplica św. Tomasza, nagrobek Mikołaja Bogusza.

- Kaplica Zbawiciela (Przeździeckich) – postawiona przez Mikołaja Edelinga w 1368 roku, następnie znalazła się pod opieką cechu piekarzy, a w XVI stuleciu przeszła w posiadanie rodziny Orlików. Po pożarze w 1850 odrestaurowana przez rodzinę Przeździeckich. Wyposażona w neogotycki ołtarz wykonany przez Edwarda Stehlika według projektu Teofila Żebrawskiego.

- Kaplica św. Józefa (Szafrańców, Provanów) – wzniesiona w XV wieku przez cech szewców, po latach została własnością rodziny Szafrańców. Wyposażeniem jest neogotycki ołtarz projektu Mariana Pavoniego z obrazem Chrystusa w warsztacie św. Józefa pędzla Jana Drewaczyńskiego oraz manierystyczny nagrobek Prospera Provano – żupnika wielickiego.

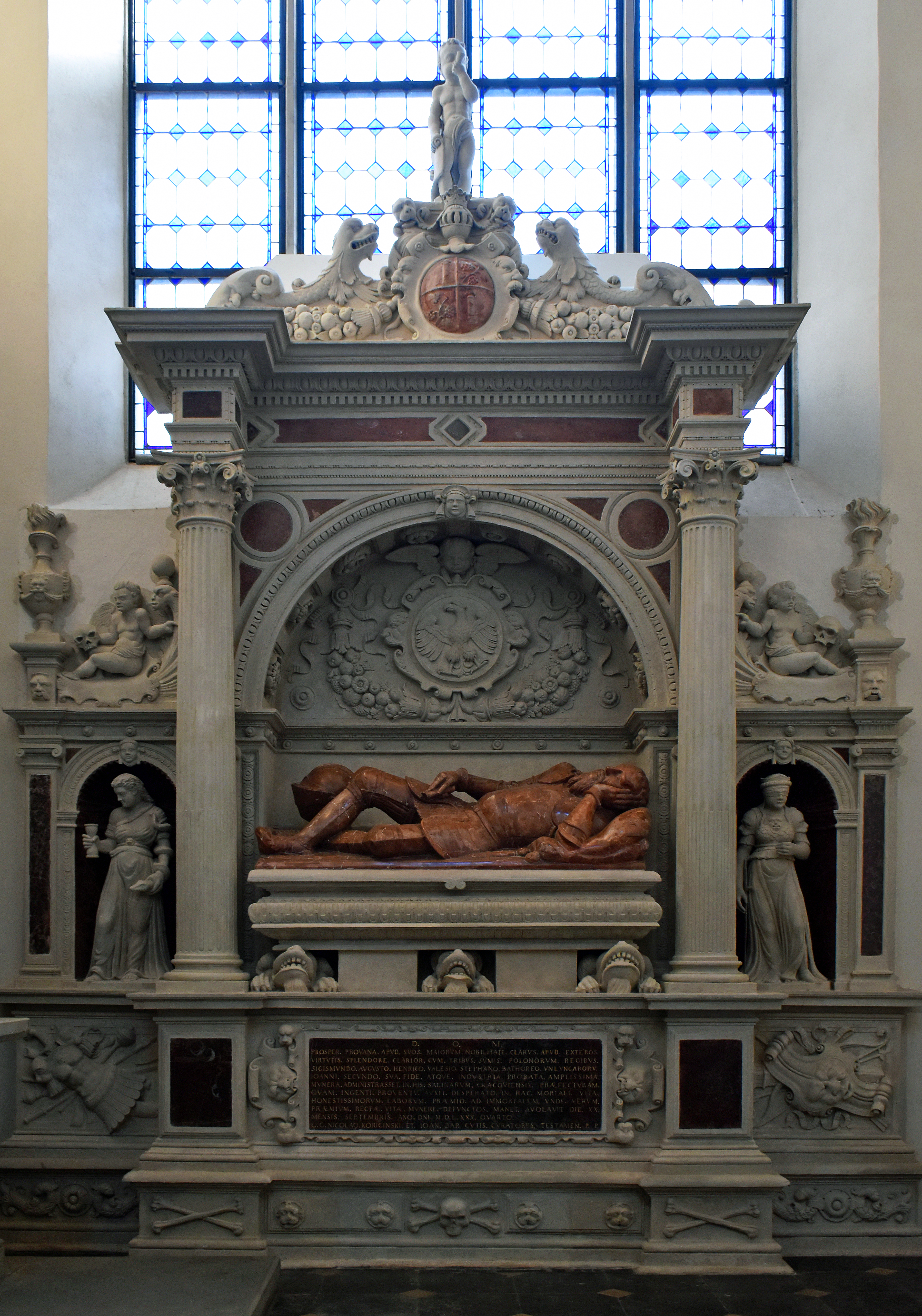
Kaplica św. Józefa, nagrobek Prospera Provano.

- Kaplica św. Dominika (Myszkowskich) – ufundowana w roku 1614. Jest specyficzna i łatwa do rozpoznania, ponieważ można w niej zobaczyć galerię rodziny Myszkowskich. Są to rzeźbione postacie rodu wewnątrz kopuły. Tę kaplicę łatwo rozpoznać z zewnątrz, ponieważ jest ona udekorowana boniowaniem. Do budowy wykorzystano szlachetny srebrzystoczarny marmur, kolumny są w kolorze delikatnego, złamanego różu, a elegancję podkreślają białe rzeźby.

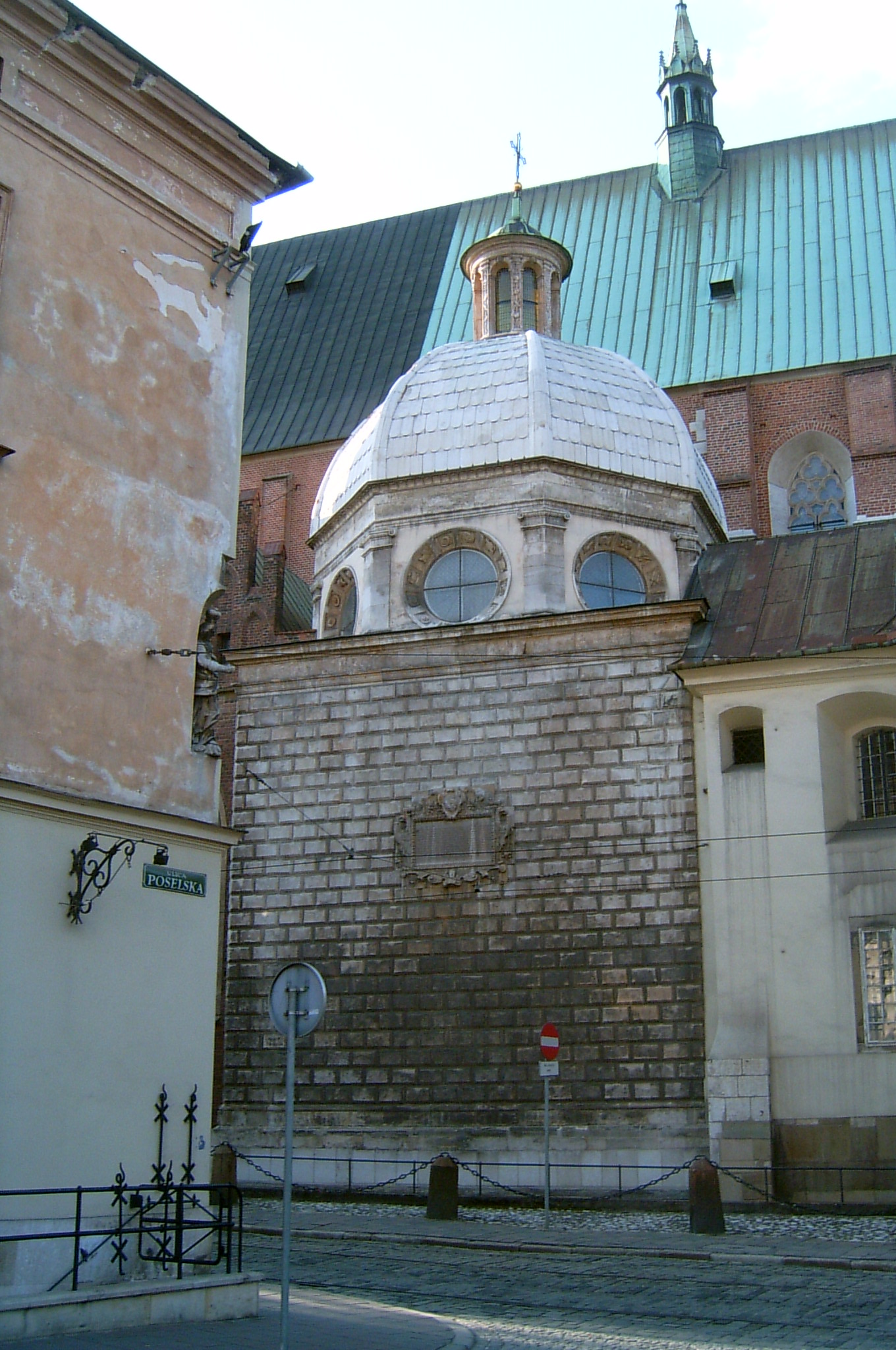
Kaplica św. Dominika widziana z zewnątrz.
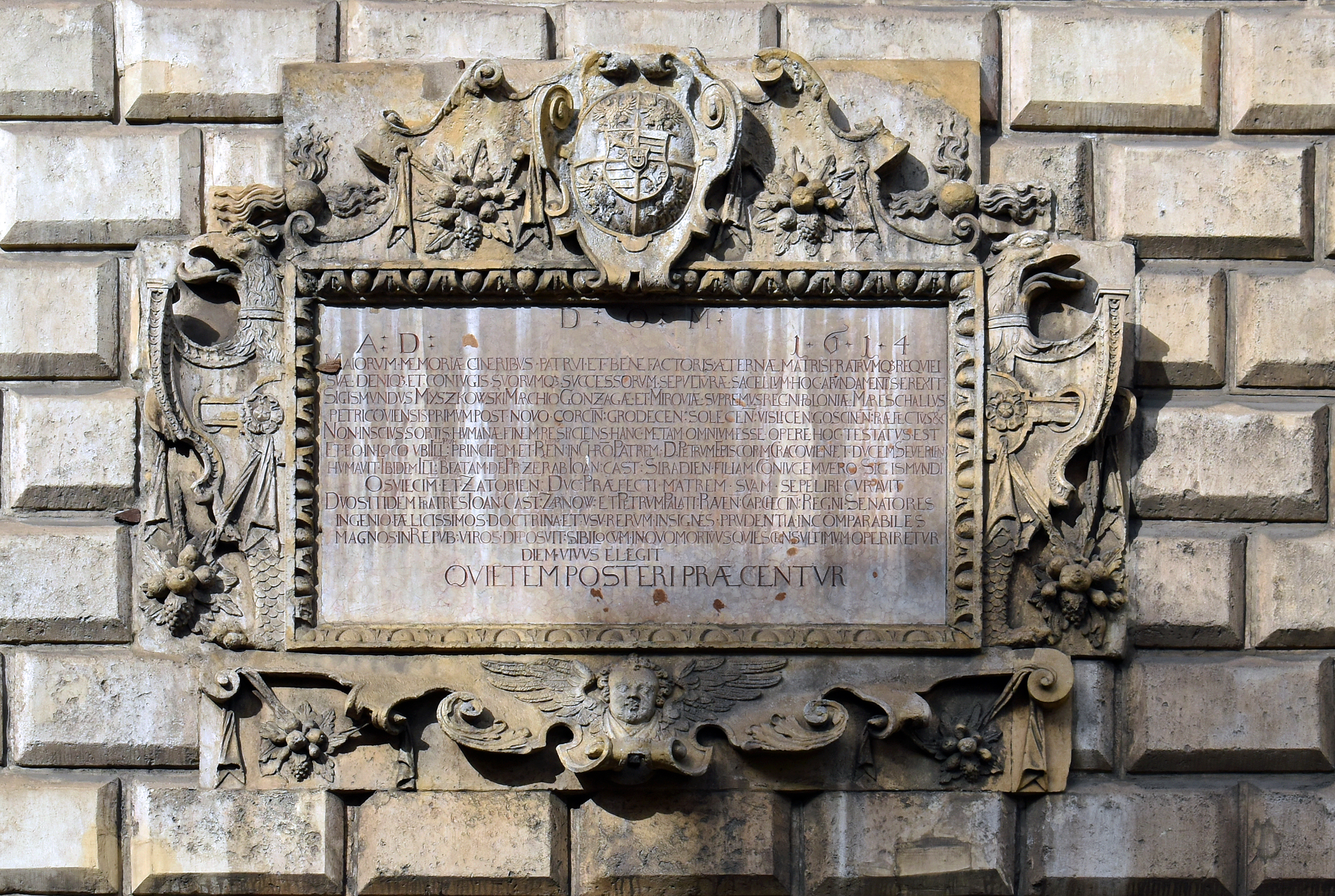
Kaplica św. Dominika eptafium Zygmunta Myszkowskiego.
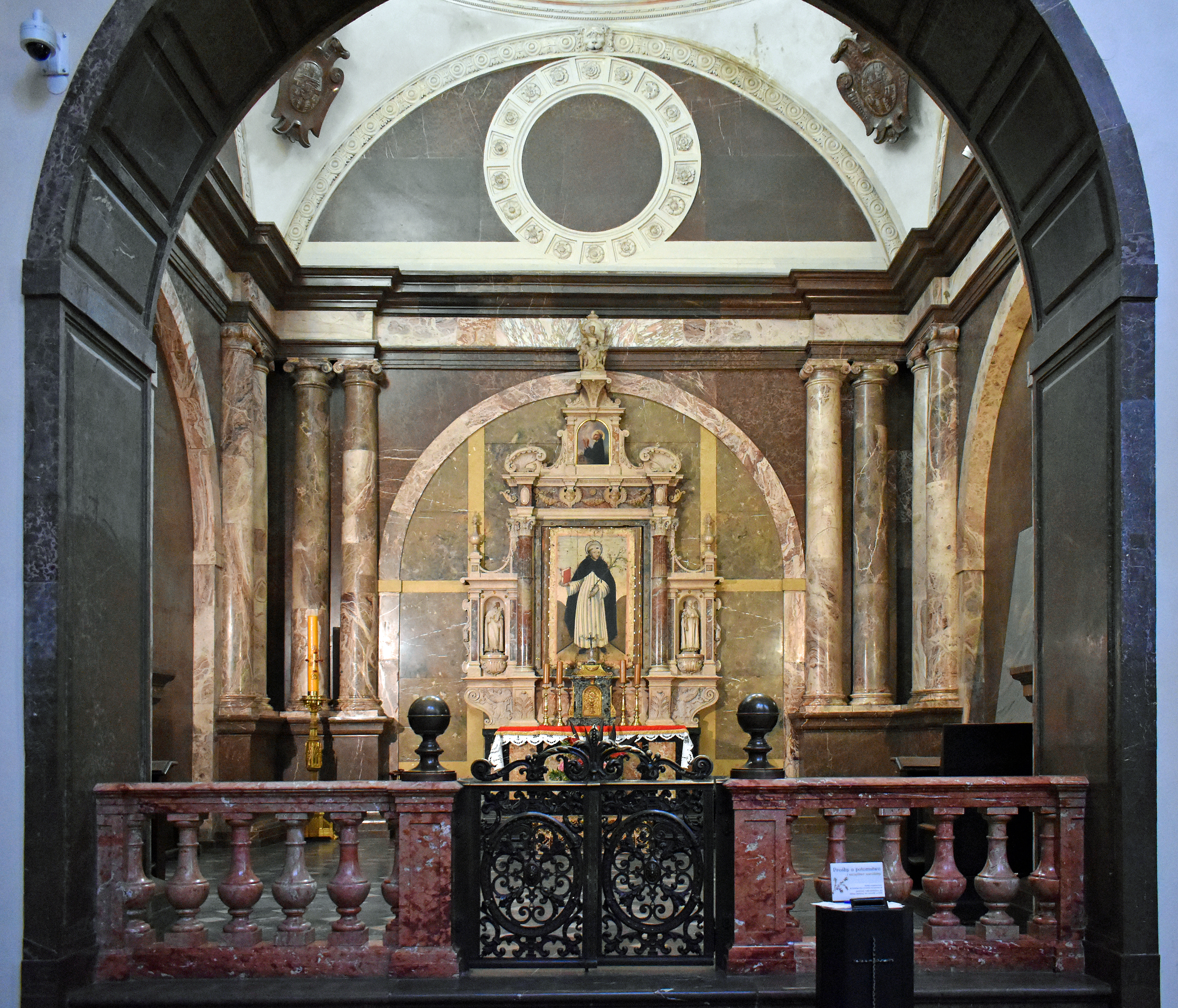
Wnętrze kaplicy.

- Kaplica Różańcowa – wzniesiono ją na planie krzyża greckiego z kopułą nad przecięciem ramion w latach 1685-88 na miejscu wcześniejszej XV-wiecznej kaplicy Zwiastowania. W 1668 roku umieszczono w kaplicy obraz Matki Boskiej Różańcowej, który według tradycji miał należeć do św. Stanisława Kostki. Znajduje się on w głównym ołtarzu między posągami św. Piusa V i bł. Benedykta IX. Ściany i sklepienie pokrywa polichromia przemalowana w 1820 przez Teodora Baltazara Stachowicza i w 1875 przez Walentego i Władysława Bąkowskich. Ukazuje ona tajemnice różańcowe, koronację NMP, świętych oraz chóry anielskie. W kaplicy znajduje się także nagrobek Stanisława Sołtyka autorstwa F. Pozziego, obraz Madonny z Dzieciątkiem w srebrnej sukience oraz figura Chrystusa Frasobliwego z początku XVI wieku. Od 1983 roku kaplica jest miejscem pochówku Teofili Sobieskiej matki króla Jana III Sobieskiego, oraz Marka Sobieskiego (brata Jana III).
- Dawniej znajdował się nagrobek Adama Gorskiego h. Nałęcz z Gory, zmarłego w 1623 r., sekretarza oraz dworzanina króla Zygmunta III Wazy, podskarbiego nadwornego koronnego, wojewody mazowieckiego, kasztelana halickiego i kamienieckiego, wystawiony przez jego braci: Stanisław Gorski Jeleński, pisarz ziemski zakroczymski i Zygmunt starosta ostrowski, widniały na nim herby Nałęcz, Dąbrowa, Lubicz i Rogala.

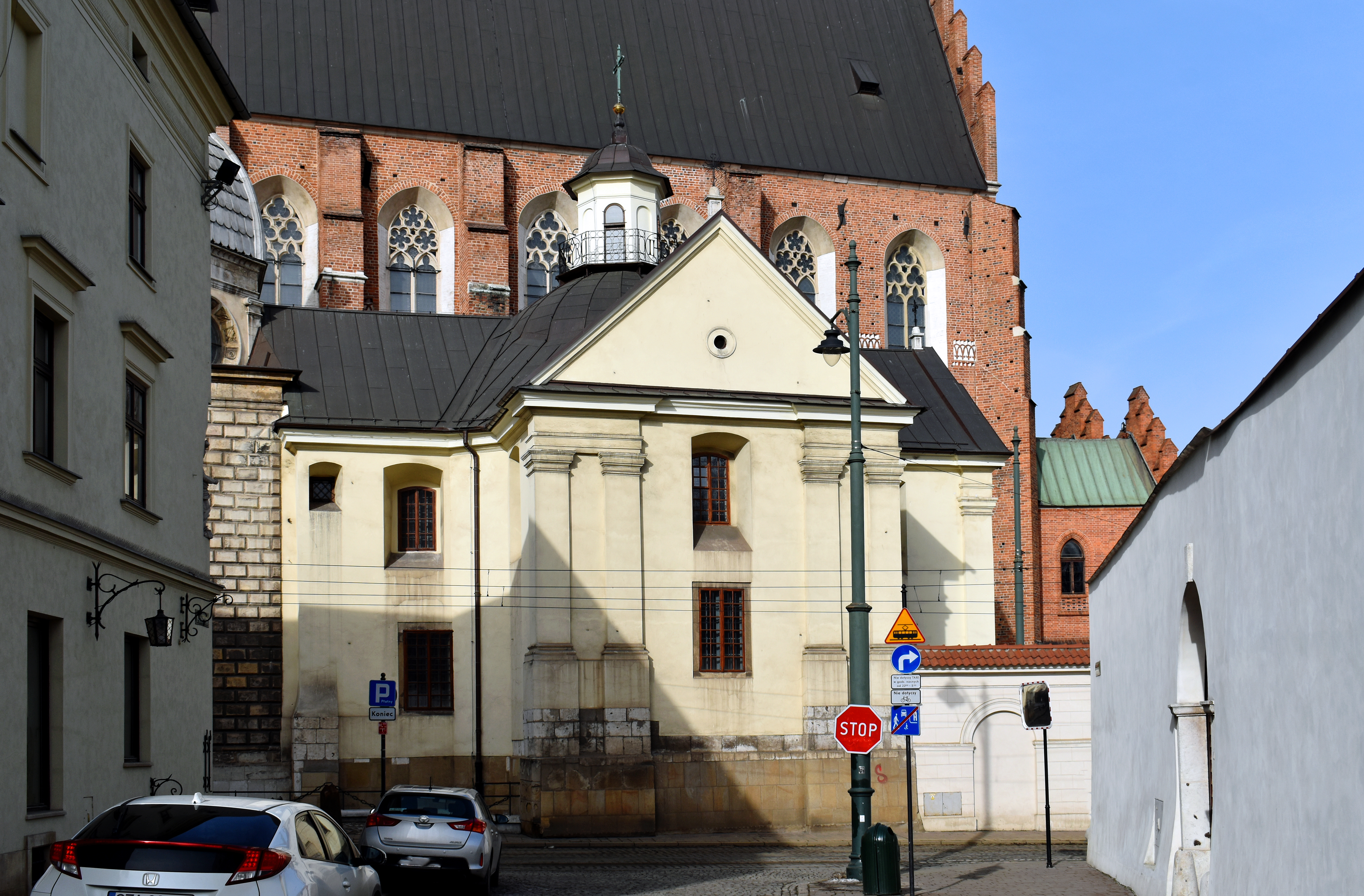
Kaplica widziana z ul. Poselskiej.
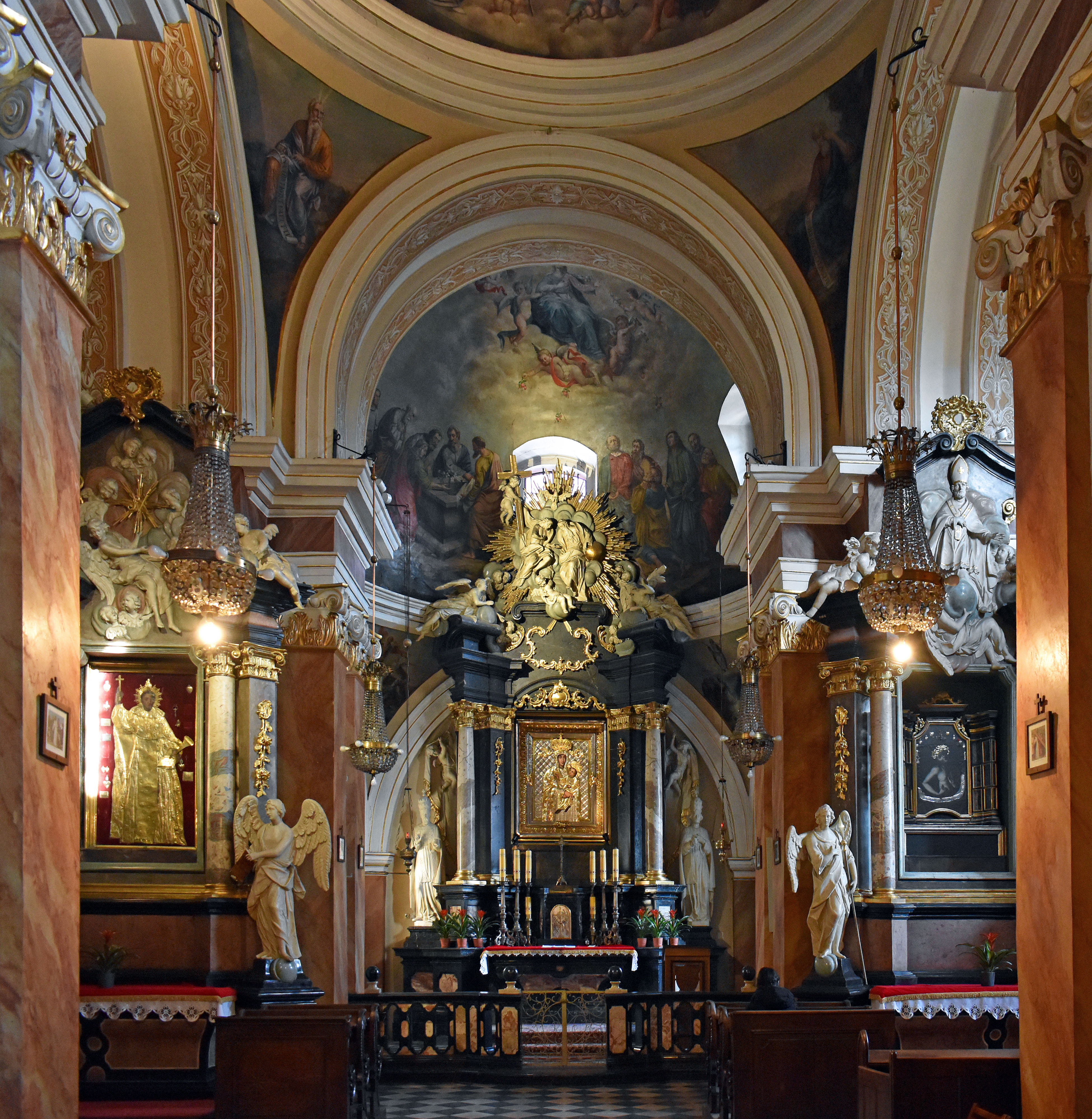
Kaplica Różańcowa, wnętrze.
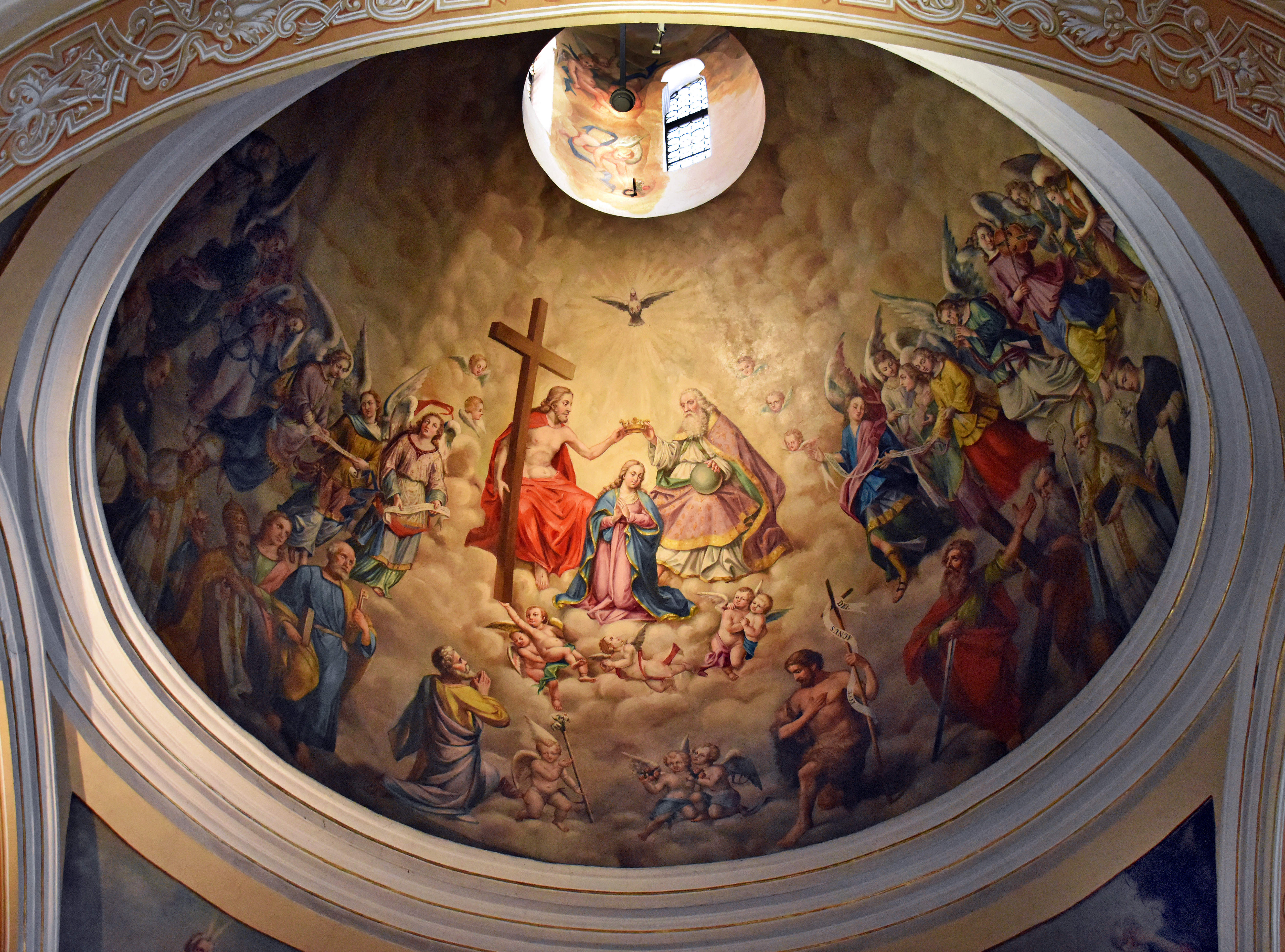
Kopuła, polichromia.

### Nawa północna (lewa)
- Kaplica Zbaraskich – ufundował ją kasztelan krakowski Jerzy Zbaraski w latach 1628-33 jako mauzoleum rodowe. Powstała w miejscu średniowiecznej kaplicy św. Katarzyny ze Sieny.  Budowniczymi Kaplicy Zbaraskich byli bracia Andrea i Antonio Catello, a projektantem przypuszczalnie Constante Tencalla[6]. Za projektem Tencalli wskazuje podobieństwo detali do detali elewacji kaplicy św. Kazimierza w Wilnie[7]. Kaplica Zbaraskich wznosi się na planie prostokąta i nakryta jest nietypową dla czasów jej budowy kopułą o rzucie eliptycznym[7]. Wnętrze wykonano z czarnego marmuru. Naprzeciw wejścia znajduje się ołtarz z obrazem Teodora Baltazara Stachowicza ukazującym wizję św. Katarzyny Sieneńskiej. Po obu stronach obrazu stoją posągi św. Katarzyny Aleksandryjskiej i św. Katarzyny Sieneńskiej. Po prawej stronie ołtarza – nagrobek Jerzego Zbaraskiego, a po lewej – Krzysztofa Zbaraskiego. Sztukaterie wykonano około 1632 roku. Kaplicę zamyka krata z 1881 roku osadzona na marmurowej balustradzie. Kaplica jest dziełem w pełni samodzielnym i oryginalnym, które właściwie nie ma bezpośredniego pierwowzoru w Italii[6].

- Kaplica św. Marii Magdaleny (Małachowskich) – wzniesiona w XV wieku; w XVI wieku nosiła wezwanie św. Jana Chrzciciela i była własnością rodziny Tęczyńskich. Od 1884 należy do rodziny Małachowskich. Znajduje się w niej neogotycki ołtarz projektu Mariana Pavoniego z obrazem św. Marii Magdaleny pędzla Władysława Bąkowskiego, obraz Uczta u Szymona Tomasza Dolabelli oraz pomnik nagrobny Małachowskich z 1884 roku.

- Kaplica Jezusa Ukrzyżowanego – wzniesiona pod koniec XIV wieku z fundacji kasztelana łęczyckiego Jana Ligęzy. Nosiła niegdyś wezwanie św. Stanisława. W XVII opiekował się nią cech murarzy. Na arkadzie znajdują się fragmenty malowideł gotyckich z końca XIV wieku przedstawiające św. Katarzynę Aleksandryjską i dwóch proroków. Do wyposażenia należy neogotycki ołtarz według projektu Mariana Pavoniego z obrazem ukrzyżowanego Chrystusa pędzla Józefa Simmlera. Obok ołtarza znajduje się neogotycki relikwiarz ze szczątkami bł. Wita – XIII-wiecznego apostoła Litwy. Naprzeciw ołtarza stoi marmurowy pomnik nagrobny generała Jana Skrzyneckiego. W kaplicy odprawiane są msze w rocznicę bitwy o Olszynkę Grochowską.

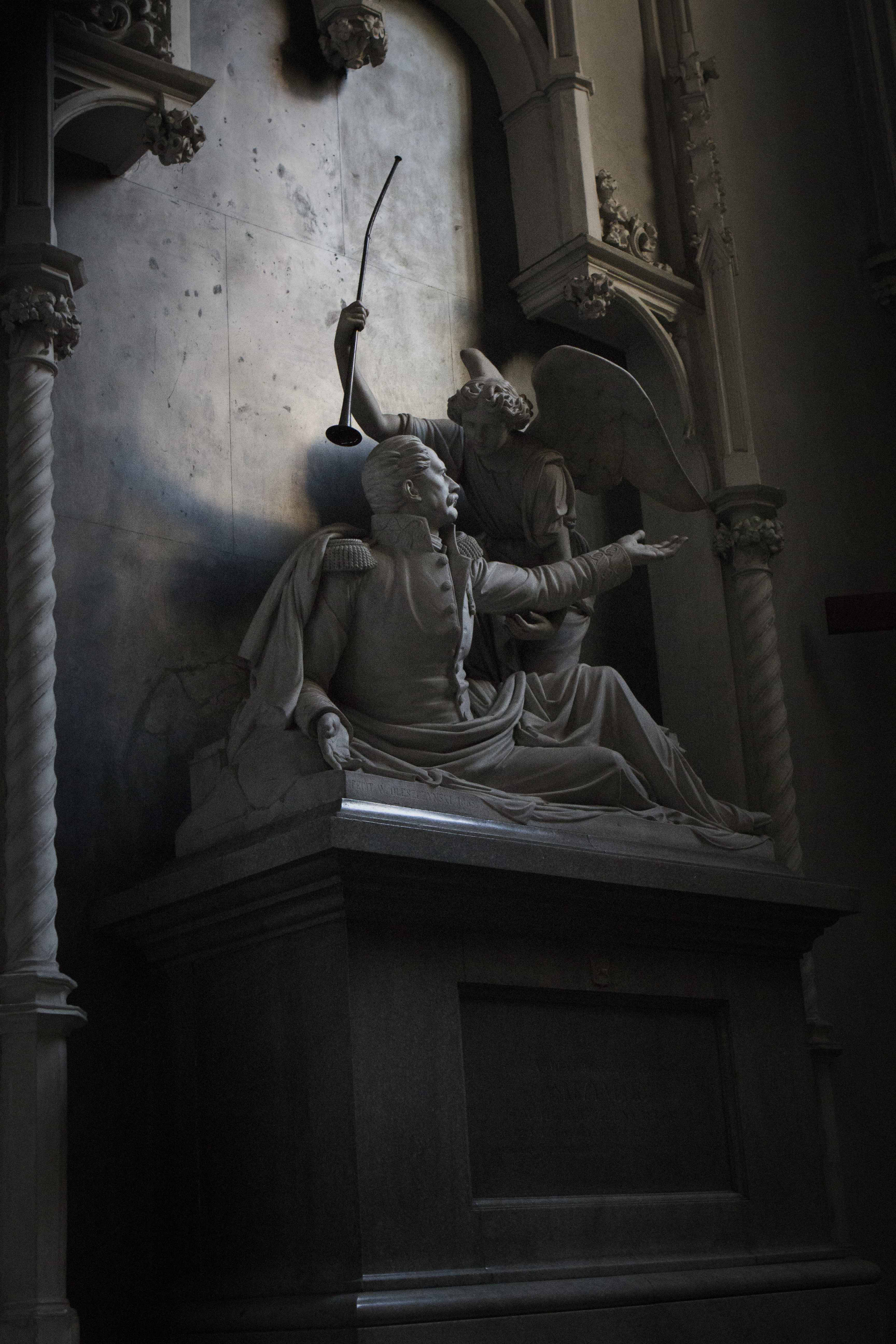
Nagrobek Jana Skrzyneckiego

- Kaplica św. Jacka – w niej, w późnobarokowym grobie umieszczonym na ołtarzu, znajdują się szczątki świętego. Ołtarz wykonał w latach 1695–1703 Baltazar Fontana. Ten sam artysta około 1700 roku ozdobił kaplicę stiukami. Wtedy też ściany pokrył polichromią Karol Dankwart. W kaplicy znajdują się też sceny z życia św. Jacka namalowane przez Tomasza Dolabellę. Kaplica zamknięta jest kratą z połowy XVIII wieku.

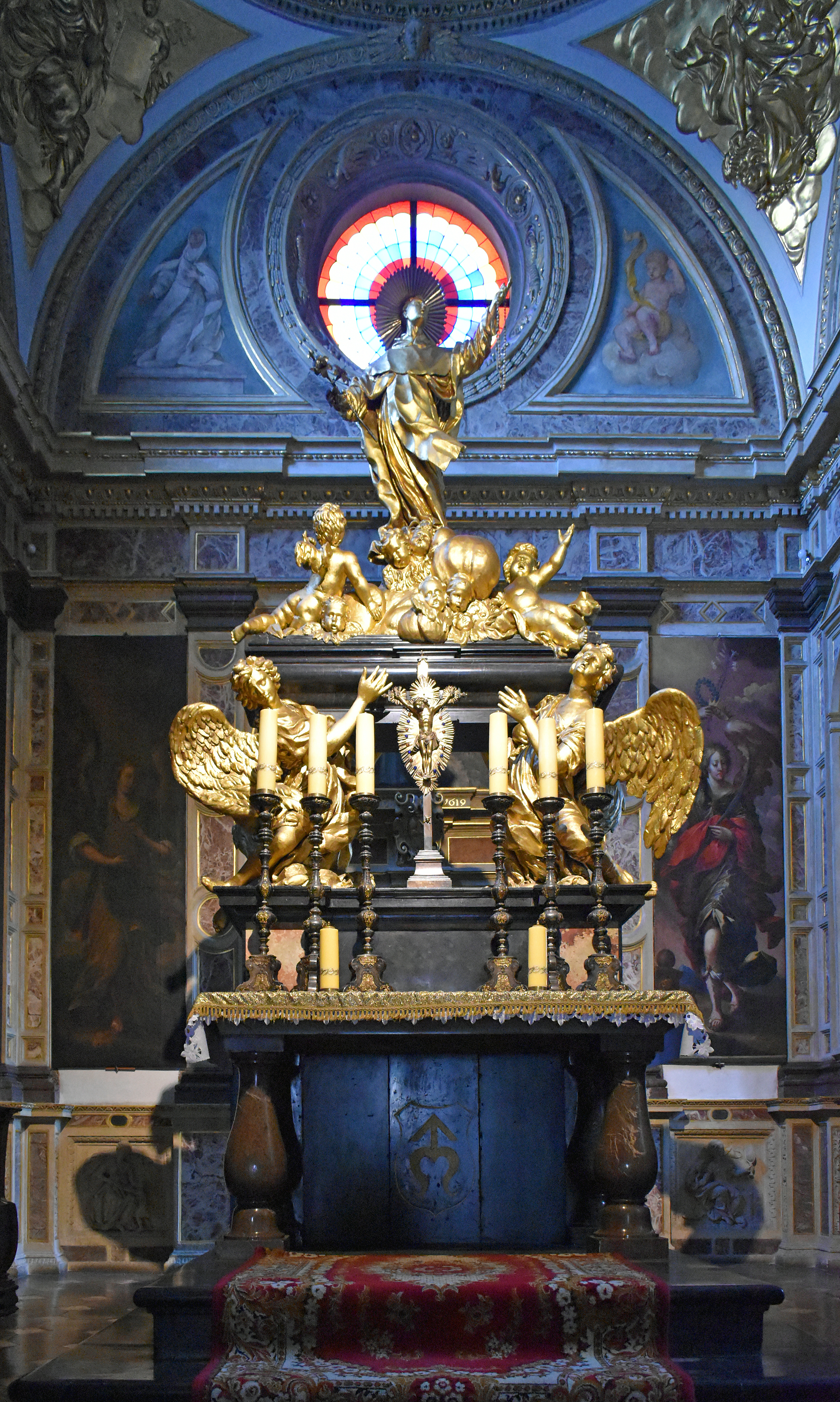
Kaplica św. Jacka.

## Klasztor
Zabudowania klasztorne przylegają do kościoła od strony północnej i skupione są wokół trzech wirydarzy. Krużganki wokół pierwszego z nich zwane są krakowskim campo santo z uwagi na liczne pomniki, nagrobki i tablice epitafijne wmurowane w ściany. Krzyżowo-żebrowe sklepienie krużganków pochodzi z XIV wieku, a nagrobki i tablice epitafijne w większości z XVI i XVII wieku. Najstarszym fragmentem zabudowań jest romański refektarz z dzikiego kamienia i z portalem ozdobionym plecionką. Identyfikowany jest z pierwotnym kościołem św. Trójcy oddanym dominikanom w 1222 przez Iwo Odrowąża, lub z oratorium wzniesionym po pożarze z 1225 roku. Wewnątrz znajdują się malowidła z XV i XVI wieku. Po lewej od tych romańskich reliktów znajdują się wczesnogotyckie okienka, przez niektórych badaczy identyfikowane z dawnym kościołem pw. św. Tomasza. W skład zabudowań wchodzą ponadto:
- kapitularz wznoszony od XIII do pocz. XVI wieku. Prowadzi do niego gotycki portal.
- sień gotycka nakryta krzyżowo-żebrowym sklepieniem wspartym na trzech filarach
- dawna biblioteka, wzniesiona w XIII, a przebudowana w XVII wieku.

Zbiory klasztoru prezentowane są w Muzeum Dominikanów, otwartym w 2022 roku. Obejmują one m.in. portrety biskupów z zakonu dominikanów, obrazy Tomasza Dolabelli z lat 1614-20, kwatery tzw. poliptyku dominikańskiego autorstwa Mistrza Pasji Dominikańskiej, obraz św. Juda Tadeusz Łukasza Orłowskiego, Wizja św. Zofii Michała Stachowicza, alabastrową gotycką rzeźbę Matka Boska z Dzieciątkiem (tzw. Jackowa), relikwiarz na głowę św. Jacka, barokowe paramenty liturgiczne, liczne inkunabuły, starodruki a nawet rękopisy z XIII wieku. Rzeźba Matki Boskiej Jackowej z XIII w. przed II wojną światową znajdowała się w kaplicy Potockich w kościele Bożego Ciała we Lwowie.

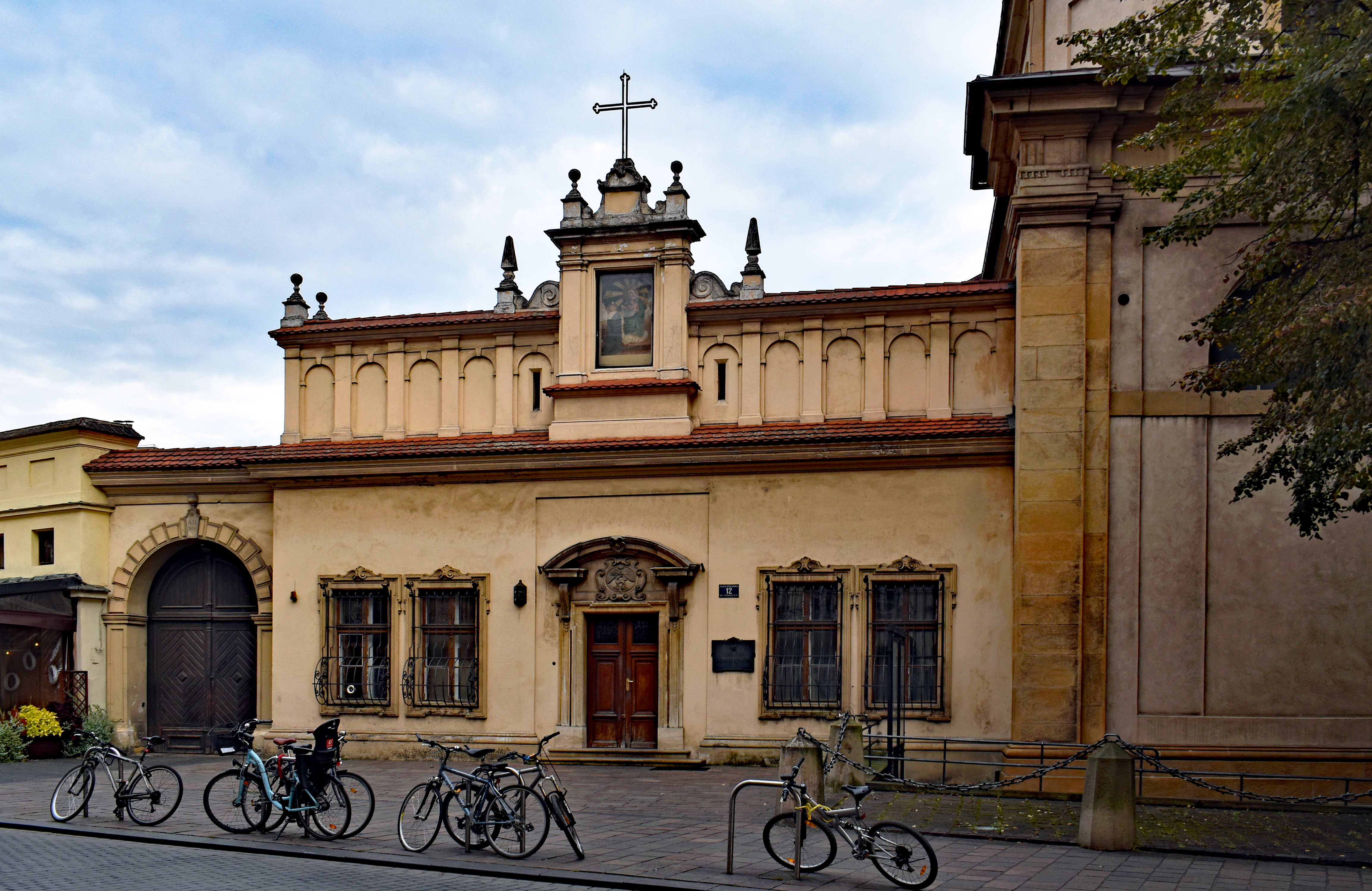
Furta klasztoru, ul. Stolarska
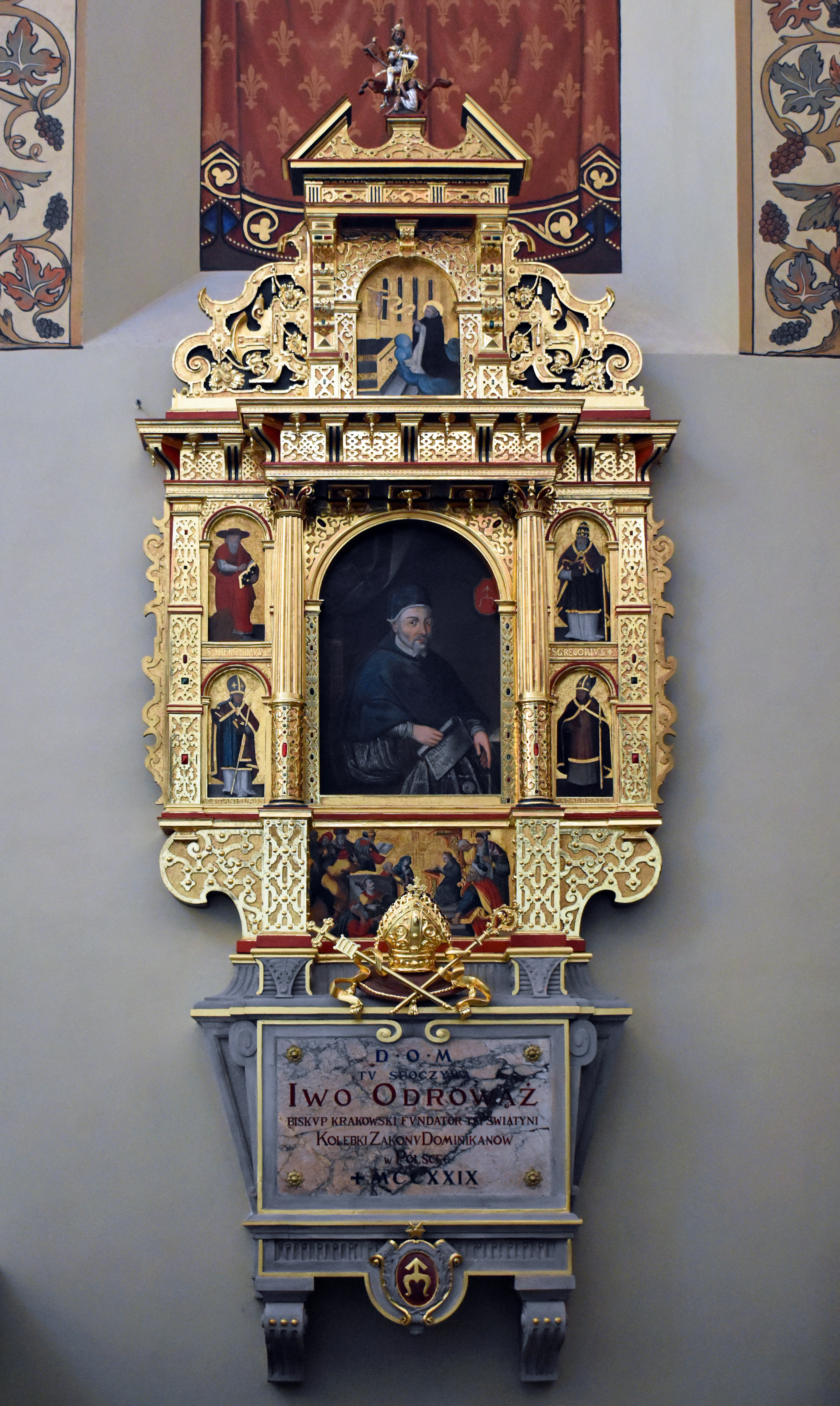
Grób Iwona Odrowąża.
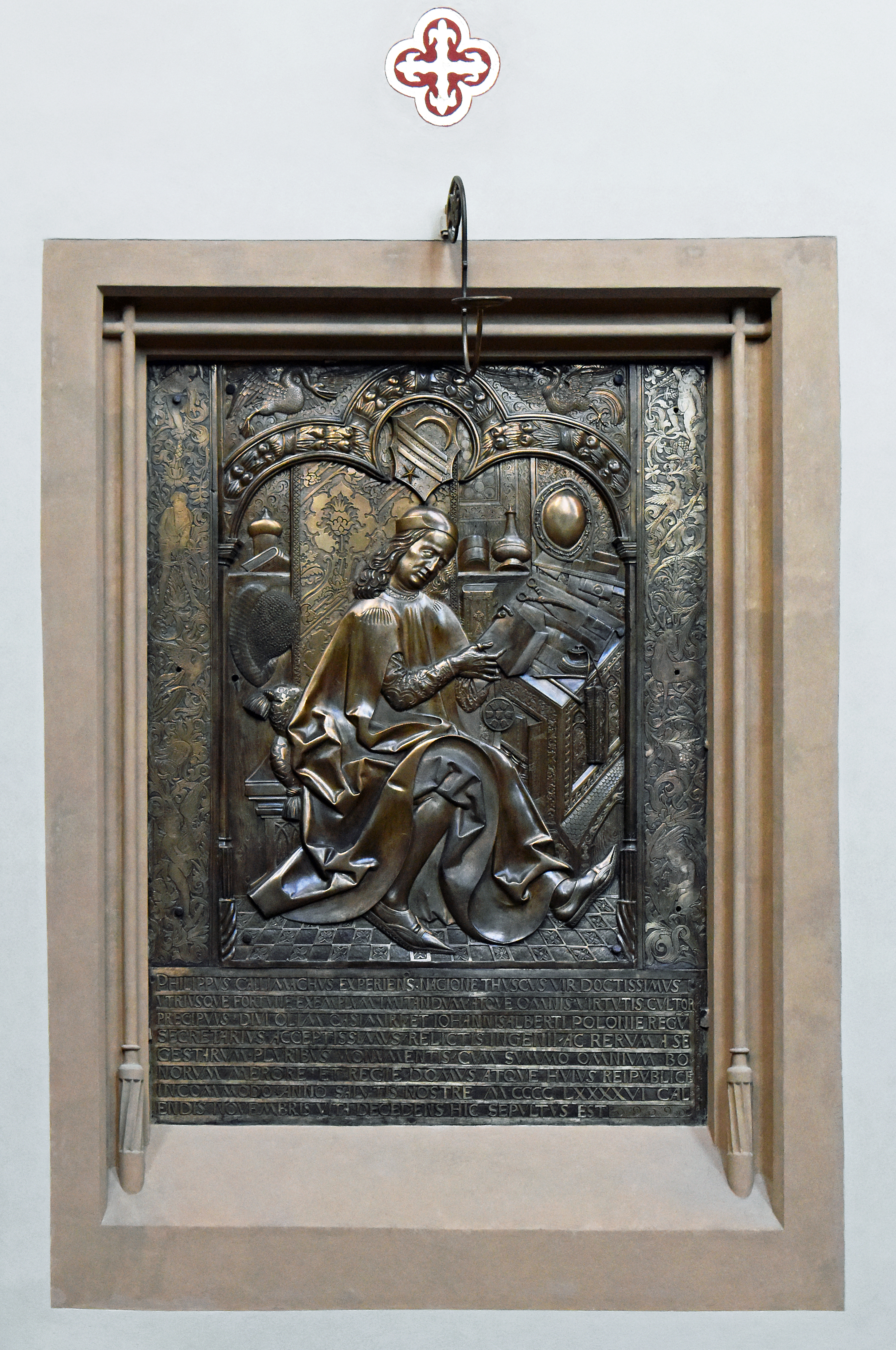
Epitafium Kallimacha.
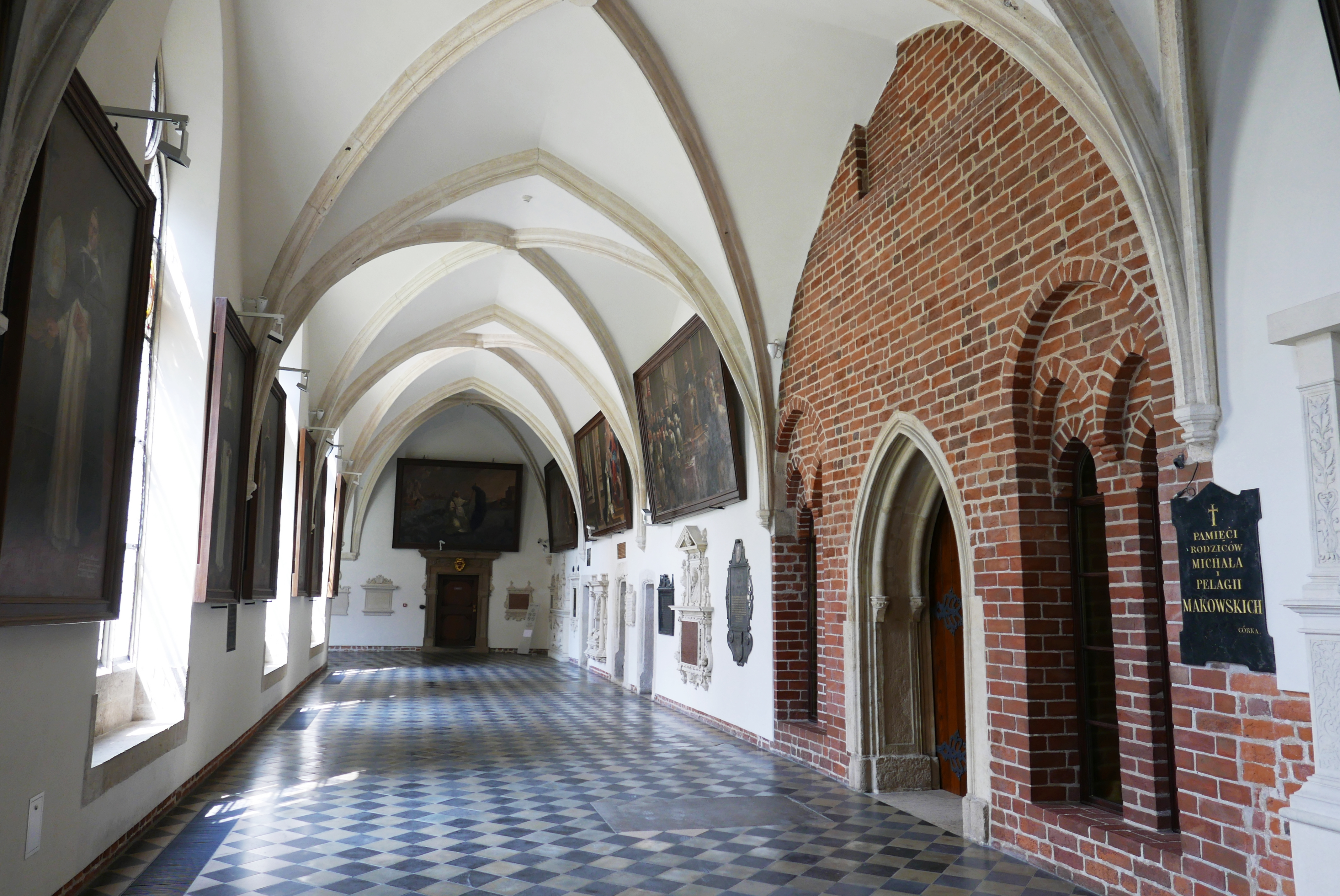
Krużganki klasztoru dominikanów.
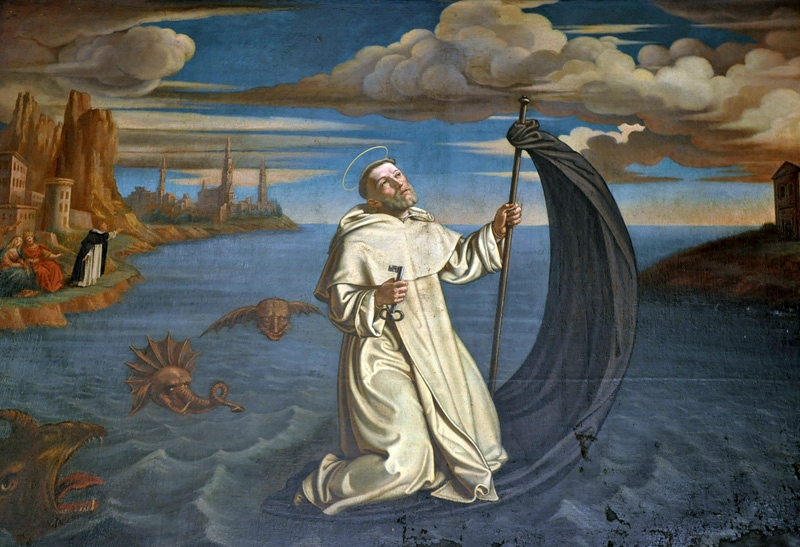
Tomasz Dolabella, Św. Rajmund z Penyafort, 1627